# Esomus
Az Esomus  a csontos halak (Osteichthyes) főosztályának sugarasúszójú halak (Actinopterygii)  osztályába, a pontyalakúak (Cypriniformes) rendjébe, a pontyfélék (Cyprinidae) családjába, és az Danioninae alcsaládjába tartozó nem.
12 faj tartozik a nemhez.

## Rendszerezés
A nemhez az alábbi fajok tartoznak.
- Esomus ahli
- Esomus altus
- Esomus barbatus
- Esomus caudiocellatus
- Esomus danricus
- Esomus lineatus
- Esomus longimanus
- Esomus malabaricus
- Esomus malayensis
- Esomus manipurensis
- Esomus metallicus
- Esomus thermoicos